# Pyricularia setariae
Pyricularia setariae är en svampart som beskrevs av Y. Nisik. 1917. Pyricularia setariae ingår i släktet Pyricularia och familjen Magnaporthaceae.   Inga underarter finns listade i Catalogue of Life.